# Gulya

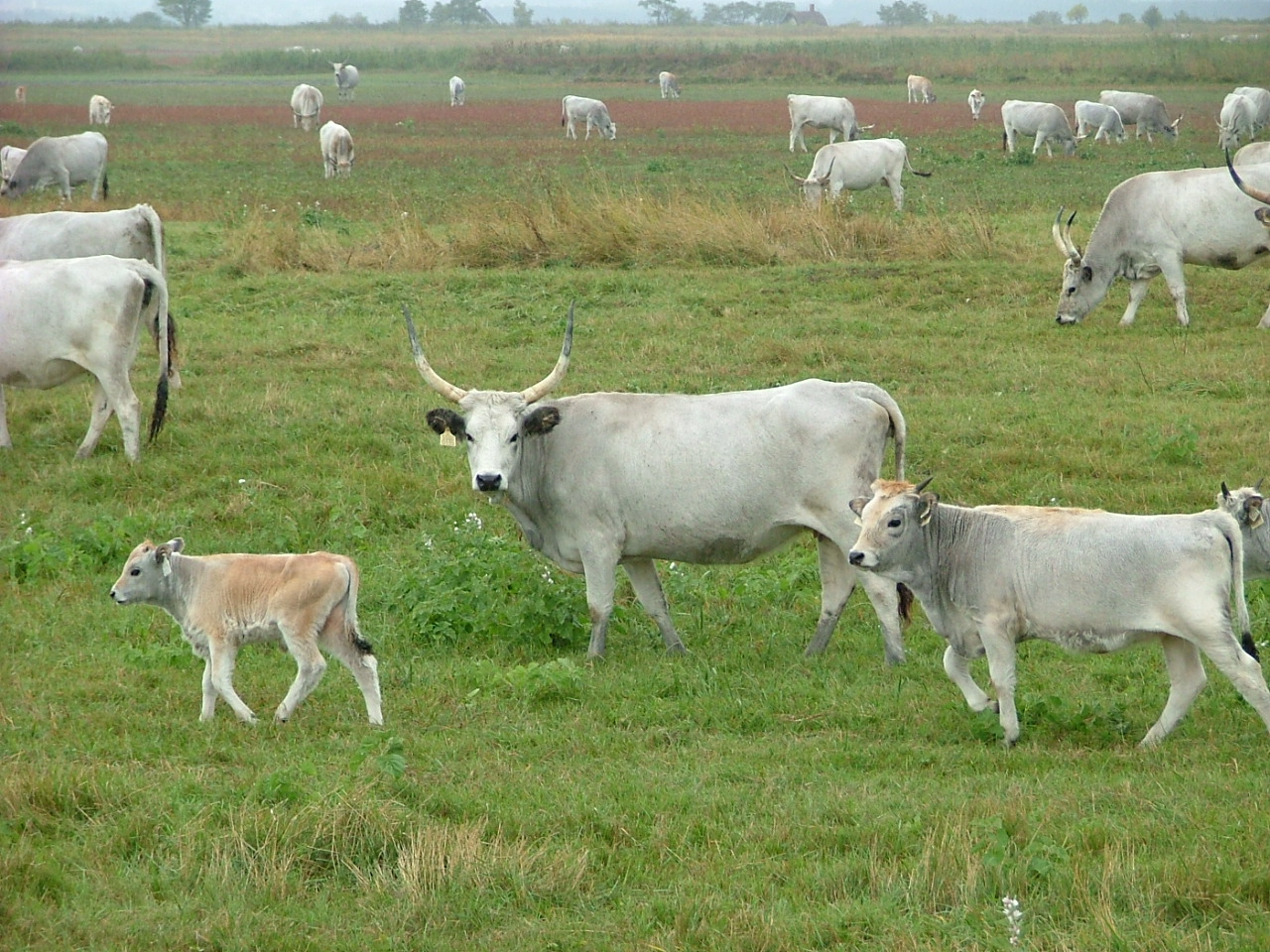
Szabadon tartott magyar szürkemarhák

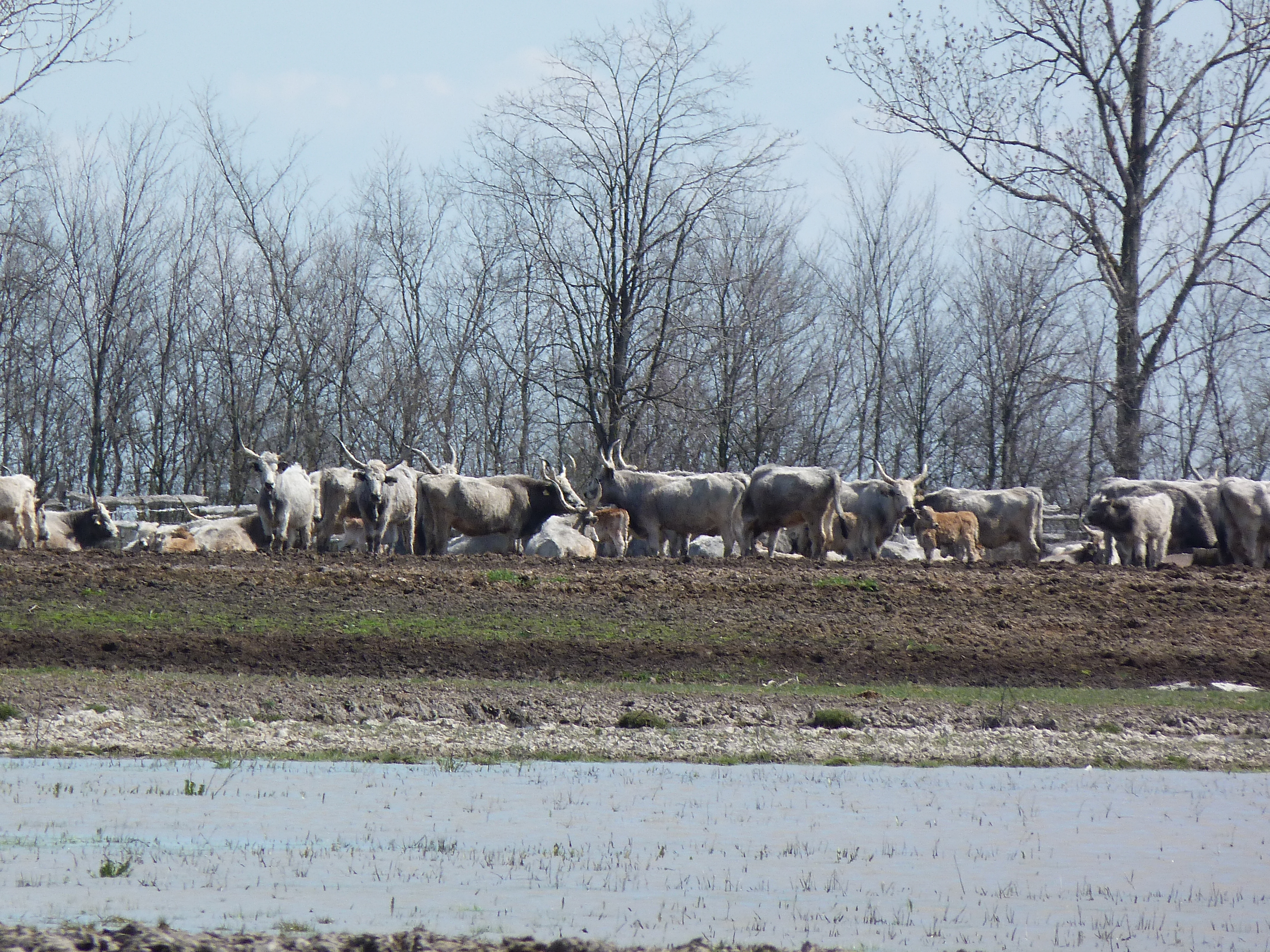
Delelő gulya – Nagyállás

A gulya a rideg állattartásban tartott szarvasmarhacsoport.
A szarvasmarhákat egész évben a legelőn tartják. A szarvasmarha a legelőn legel, nem kell külön etetni, és a több mozgás miatt a húsa kötöttebb, zsírszegényebb, mint az istállóban tartottaké.
A tartás költségei így kisebbek, bár az állatok súlygyarapodása is lassabb, mint az istállóban tartott állatoké.
A gulyát a gulyás őrzi.
A gulyában a vezérbika nyakába nagyobbfajta csengőt, kolompot akasztanak.
A szarvasmarha lábszárából készített étel a gulyásleves.